# 바둑 기전
바둑 기전(-棋戰)은 바둑 대회로 특히 프로 바둑 기사들이 상금을 걸고 승자를 가리는 대회를 뜻한다. 최초의 기전은 일본의 혼인보전(本因坊戰)으로 1941년에 시작하였다.
각국의 주요 기전은 다음과 같다.

## 국제 기전
- 중일 슈퍼 대항전 (1984년 10월~1996년) - 중단
- 후지쯔배 세계 바둑 선수권 대회 (1988년 4월~2011년) - 중단, 최초의 세계 대회
- 중일 천원전 (1988년 6월~2002년) - 중단
- 응씨배 세계 바둑 선수권 대회 (1988년 8월~) - 최고의 우승상금 대회
- 동양증권배 (1988년 12월~1998년) - 중단
- 중일 명인전 (1988년 12월~1994년) - 중단
- TV 바둑 아시아 선수권대회 (1989년 8월~)
- 진로배 SBS 세계 바둑 최강전 (1992년 12월~1997년) - 중단, 단체전
- 취보배 세계여자바둑선수권 (1993년 12월~) - 중단, 여자 개인전
- 롯데배 한중대항전 (1994년 8월~1997년) - 중단, 단체전
- 한중 신예바둑대항전 (1994년 10월~1996년) - 중단, 단체전
- 보해배 세계여자바둑선수권 (1994년 11월~1998년) - 중단, 여자 개인전
- 한중일 신예바둑대항전 (1997년 12월~2004년) - 중단, 단체전
- LG배 세계기왕전 (1996년 6월~) - 메이저 대회
- 삼성화재배 월드 바둑마스터스 (1996년 7월~) - 메이저 대회
- 한중 천원전 (1997년~)
- BC카드배 한중 신인왕전 (1998년~2005년) - 중단
- 춘란배 세계 바둑 선수권 대회 (1998년 12월~) - 메이저 대회
- 중일 아함동산배 (1999년~)
- 흥창배 세계여자바둑선수권 (1999년 9월~2000년) - 중단, 여자 개인전
- 농심 신라면배 세계바둑 최강전 (1999년 12월~) - 단체전
- 동방항공배 세계여자바둑선수권 (2000년 8월~) - 중단, 여자 개인전
- 호작배 세계여자바둑선수권 (2002년 1월~) - 중단, 여자 개인전
- 도요타덴소배 (2002년 3월~2009년) - 중단
- CSK배 아시아바둑대항전 (2002년 3월~2006년) - 중단, 단체전
- 정관장배 세계여자바둑최강전 (2002년 11월~2011년) - 중단, 여자 단체전
- 봉황고성배 한중정상전 (2003년~)
- 중환배 (2004년~2007년) - 중단
- 일월성배 한중대항전 (2005년 2월~2005년) - 중단, 단체전
- 강원랜드배 한중 바둑대전 (2006년 2월~2006년) - 중단, 단체전
- 한중 바둑리그 우승팀 대항전 (2006년 2월~)
- 다리 여행배 세계여자바둑선수권 (2006년 11월~) - 중단, 여자 개인전
- 위안양 부동산배 세계여자바둑선수권 (2007년 11월~) - 중단, 여자 개인전
- 스포츠어코드 세계마인드 스포츠게임즈(바둑) (2008년 10월~) - 개인전, 단체전
- BC카드배 월드 바둑 챔피언십 (2009년~2012년) - 중단
- 페어바둑 월드컵 (2010년 3월~)
- 한중일 명인전 (2010년 7월~)
- 궁륭산 병성배 (2010년 9월~) - 여자 개인전
- 초상부동산배 한중바둑단체대항전 (2011년 3월~) - 단체전
- 황룡사 쌍등배 (2011년 4월~) - 여자 단체전
- 바이링배 (2012년 3월~) - 메이저 대회
- 톈타이산 세계 여자 바둑 단체 대항전 (옛 화정차업배, 2012년 4월~) - 여자 단체전
- 루양배 한중일 3국 바둑명인페어대회 (2013년 5월~)
- 몽백합배 (2013년~) - 메이저 대회
- 금룡성배 세계바둑단체전 (옛 주강배 세계바둑단체전, 2013년 12월~) - 단체전
- CCTV 하세배 한중일 바둑쟁패전 (2014년 2월~) - 2014년 2회 대회부터 국제대회로 변경
- 중일 용성전 (2014년 3월~)
- 이민배 세계바둑신예최강전 (2014년 4월~) - 20세 이하
- 글로비스배 (2014년 5월~) - 20세 이하
- 국수산맥 국제바둑대회 (2014년 8월~) - 단체전
- 명월산배 한중일 클래식 (2014년 8월~)
- 오카게배 국제신예바둑대항전 (2014년 11월~) - 단체전(30세 이하)
- 박카스배 한ㆍ중 바둑 미래 천원전 (2015년~) - 단체전(20세 이하)
- 신아오배 세계바둑오픈 (2016년~)
- 한중 단체 명인전 (2016년 9월~) - 단체전
- 자스텍배 국제신예바둑대항전 (2016년 9월~) - 단체전(25세 이하)
- 한중일 3국 신예대항전 (2016년 10월~)
- 월드바둑챔피언십 (2017년 3월~)
- 세계 시니어 바둑대회 (2017년 4월~)
- 세계페어바둑 최강위전 (2017년 7월~)
- 센코컵 월드바둑여류최강전 (2018년 3월~)
- 오청원배 세계여자바둑대회 (2018년 4월~)
- 천부배 세계프로바둑선수권 (2018년 9월~) - 메이저 대회
- 한중일 녜웨이핑배 바둑마스터스 (2019년 3월~)
- 한중일 용성전 (2019년 4월~)
- 1004섬 신안 국제시니어바둑대회 (2019년 6월~)
- 호반배 세계여자바둑패왕전 (2022년 3월~)
- 취저우 난가배 세계바둑오픈 (2023년 5월~)
- 난양배 월드바둑마스터 (2024년 11월~)
- 북해신역배 세계바둑오픈 (2025년 4월~)

## 대한민국의 기전
- 아마국수전 (1967년~)
- 여류국수전 (1994년~)
- GS칼텍스배 (1996년~)
- 여류명인전 (1999년~)
- 맥심커피배 (2000년~)
- 한국바둑리그 (2004년~)
- 국무총리배 세계 아마바둑선수권 (2006년~)
- 여류기성전 (2006년~)
- SG페어바둑 최강전 (2011년~)
- 하찬석 국수배 영재바둑대회 (2013년~)
- 내셔널바둑리그 (2013년~)
- 한국여자바둑리그 (2015년~)
- 미래의 별 신예최강전 (2015년~)
- 시니어바둑리그 (2016년~)
- 꽃보다 바둑 여왕전 (2016년~)
- 여자 기성전 (2017년~)
- 참저축은행배 프로아마오픈 (2017년~)
- 크라운해태배 (2017년~)
- 용성전 (2018년~)
- SGM배 월드바둑챔피언십 (2018년~)
- 바둑TV배 마스터스 (2019년~)
- 합천 역대영재VS여자정상 연승대항전 (2019년~)
- 대통령배 전국바둑대회 (2019년~)
- 쏘팔 코사놀 최고기사 결정전 (2020년~)
- 이붕배 신예 최고위전 (2020년~)
- 우슬봉조배 한국기원선수권전 (2021년~)
- IBK기업은행배 여자바둑마스터스 (2021년~)
- 호반 여자기사최고기사결정전 (2021년~)
- 난설헌배 전국여자바둑대회 (2021년~)
- 메디힐 밀레니엄 여자최강전 (2022년~)
- YK건기배 (2022년~)

### 중지된 기전
- 최고위전 (1959년~1999년)
- 패왕전 (1959년~2003년)
- 백남배 (1973년~1975년)
- 왕좌전 (1958년~1969년)
- KT배 왕위전 (1966년~2007년)
- 기왕전 (1974년~1995년)
- MBC 국기전 (1974년~1977년)
- 국기전 (1975년~1996년)
- TBC 왕좌전 (1975년~1976년)
- KBS 바둑왕전 (1980년~2019년, 2020년)
- MBC 제왕전 (1982년~1995년)
- 대왕전 (1983년~1998년)
- 신왕전 (1986년~1990년)
- 현대자동차배 기성전 (1990년~2008년)
- SBS배 연승바둑최강전 (1992년~1997년)
- EBS배 여류프로기전 (1992년~)
- 한국이동통신배 배달왕전 (1993년~2002년)
- 테크론배 프로기전 (1996년~1999년)
- SK가스배 신예프로10걸전 (1997년~2008년)
- 잭필드배 프로시니어기전 (2000년~2005년)
- 오스람코리아배 신예연승최강전 (2001년~2008년)
- KT배 마스터스 프로기전 (2002년~2003년)
- 전자랜드배 왕중왕전 (2004년~2008년)
- 원익배 십단전 (2005년~2013년)
- 영남일보배 (2005년~)
- olleh배 바둑 오픈 챔피언십 (2010년~2013년)
- 여류십단전 (2012년~)
- 하이원리조트배 명인전 (1968년~2003년, 2007년~2015년)
- 박카스배 천원전 (1996년~2015년)
- JTBC 챌린지 매치 (2017년~2017년)
- 국수전 (1956년~2016년)
- 한국물가정보배 프로기전 (2005년~2014년)
- Let's Run PARK배 (2014년~2015년)

## 일본의 기전
- 혼인보전(本因坊 혼인보[*]) : 1941년~
- 왕좌전(王座 오자[*]) : 1953년~
- 명인전(名人 메이진[*]) : 1961년~
- 십단전(十段 주단[*]) : 1962년~
- 기성전(棋聖 기세이[*]) : 1976년~
- 기성전(碁聖 고세이[*]) : 1976년~
- 천원전(天元 텐겐[*]) : 1976년~
- 신인왕전 : 1976년~
- NEC배 : (1981년~2012년) - 중단
- 용성전 : 1990년~
- 아함동산배 : 1994년~
- 여류본인방전 : 1982년~
- 여류명인전 : 1989년~
- 여류기성전 : 1998년~
- 약리전 : 2006년~
- 오카게배 바둑토너먼트 : 2010년~
- 마스터스컵 : 2011년~
- 아이즈중앙병원배 여류바둑토너먼트 : 2014년~
- 그랜드챔피언전 : 2014년~
- 선흥배 여류최강전 : 2015년~

## 중화민국의 기전
- 명인전(名人戦) : 1975년~
- 국수전(国手戦) : 1981년~

## 중화인민공화국의 기전
- 천원전 : 1987년~
- 명인전 : 1988년~
- 신인왕전 : 1994년~
- NEC배 : (1995년~2009년) - 중단
- 아함동산배 : 1999년~
- 이광배 : 2001년~
- 서남왕배 : 2002년~
- 위부방개배 : 2003년~2004년, 2007년~
- 건교배 여자바둑오픈전 : 2003년~
- 창기배 : 2004년~
- 취저우 난가배 : 2007년~
- 용성전 : 2008년~
- 중신은행배 : 2012년~
- 여자국수전 : 2012년~
- 기성전 : 2013년~
- 낙양백운산배 : 2015년~
- 갑조리그 : 1998년~
- 왕중왕바둑쟁패전 : 2019년~